# Grand Étang (sjö i Guadeloupe)
Grand Étang är en sjö i Guadeloupe (Frankrike). Den ligger i den södra delen av Guadeloupe, 11 km öster om huvudstaden Basse-Terre. Grand Étang ligger 399 meter över havet.